# NGC 7163
NGC 7163 est une galaxie spirale barrée située dans la constellation du Poisson austral. Sa vitesse par rapport au fond diffus cosmologique est de 2 481 ± 22 km/s, ce qui correspond à une distance de Hubble de 36,6 ± 2,6 Mpc (∼119 millions d'al). NGC 7163 a été découverte par l'astronome britannique John Herschel en 1834.

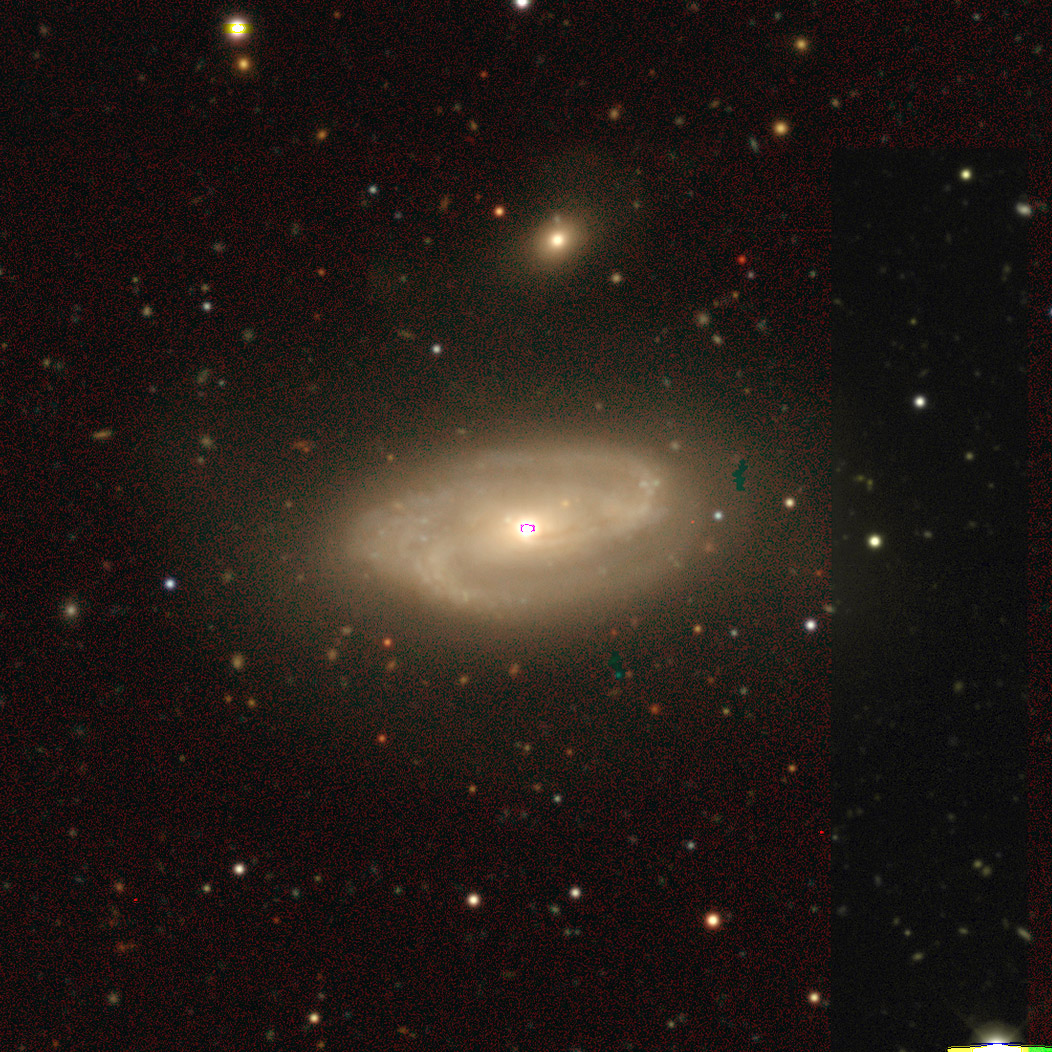
NGC 7163 par le projet « Legacy Surveys DR10 ».

La classe de luminosité de NGC 7163 est I-II et elle présente une large raie HI. Elle renferme également des régions d'hydrogène ionisé.
En raison d'une brillance de surface égale à 14,10 mag/am2, on peut qualifier NGC 7163 de galaxie à faible brillance de surface (LSB en anglais pour low surface brightness). Les galaxies LSB sont des galaxies diffuses (D) avec une brillance de surface inférieure de moins d'une magnitude à celle du ciel nocturne ambiant.
À ce jour, 14 mesures non basées sur le décalage vers le rouge (redshift) donnent une distance égale à 33,850 ± 11,754 Mpc (∼110 millions d'al), ce qui est à l'intérieur des valeurs de la distance de Hubble.

## Groupe d'IC 5156
Selon A. M. Garcia NGC 7163 fait partie du groupe d'IC 5156. Ce groupe de galaxies renferme au moins 14 membres. Les autres galaxie sont NGC 7154, NGC 7172, NGC 7173, NGC 7174, NGC 7176, NGC 7187, IC 5156 et six autres galaxies du catalogue ESO.